# Loi de Sérsic

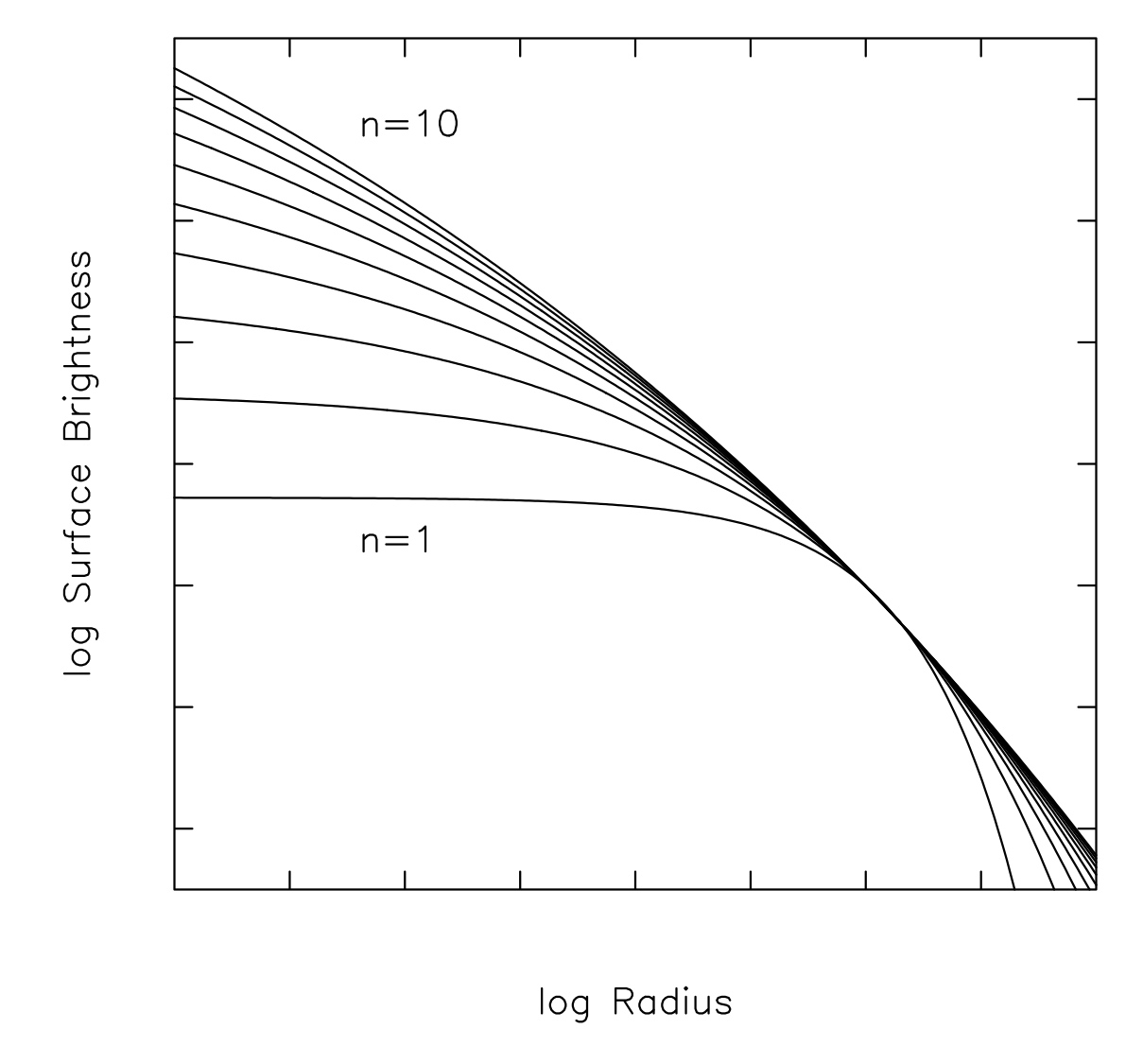
Modèle de Sérsic avec différents indices (n)

La loi ou profil de Sérsic est une généralisation de la loi de Vaucouleurs de l'évolution de la brillance de surface {\displaystyle I} d'une galaxie en fonction de la distance au centre {\displaystyle R} (projetée sur le ciel). Elle fut proposée par José Luis Sérsic (en) en 1963.
Elle s'écrit :
{\displaystyle \ln {\frac {I(R)}{I_{0}}}=-kR^{1/n},}
où {\displaystyle I_{0}} est la brillance de surface au centre. 
L'indice de Sérsic {\displaystyle n} contrôle la pente de la courbe de brillance. À grands {\displaystyle n}, la concentration de brillance est plus forte au centre et décroît progressivement, tandis qu'un petit indice de Sérsic dénote une plus faible brillance centrale et une décroissance brutale de la luminosité à grands rayons.

## Intérêt
Là où la loi de Vaucouleurs ne permettait de décrire efficacement que les galaxies elliptiques, celle de Sérsic s'étend également aux galaxies spirales. Les premières sont bien décrits par {\displaystyle n=4}, où l'on retrouve (approximativement) la loi de Vaucouleurs, et les secondes par une loi exponentielle (décroissante) {\displaystyle n=1}.

## Généralisations
Le profil d'Einasto est mathématiquement équivalent pour la densité volumique {\displaystyle \rho }, en fonction du rayon interne à l'amas (tridimensionnel) {\displaystyle r}.